# Västerås SK
Västerås Sportklubb est un club omnisports suédois basé à Västerås. Fondé en 1904, il compte quatre sections, dont la plus prestigieuse est celle de bandy, le Västerås SK BK (sv), 19 fois champion de Suède, suivi de la section football, le Västerås SK FK, évoluant en première division suédoise. 